# Marta Jorgović
Marta Jorgović ili Marta Neškova (oko 1742 - oko 1780) je prva Srpkinja koja je upisala i završila srednju školu, Prvu srpsku gimnaziju u Novom Sadu 1757. godine. Gimnaziju je upisala po želji njenog oca, dobrotvora srspskih škola, Neška Petrovića. Prema arhivskim podacima nijedna devojka se čak i decenijama posle Marte nije upisala u srednju školu. U školi je učila latinski, retoriku i uspešno je savladala sintaksu (1755/56), odnosno poetiku (1756/1757).
O njenom životu nema mnogo podataka. Zna se da je srednju školu upisala na insistiranje njenog oca Neška Petrovića, koji je svojim sredstvima pomagao srpske škole godinama, te je zbog toga mogao da ima uticaj i na upis svoje ćerke. Marta se udala za trgovca Jovana Jorgovića, imala je četvoro dece i umrla je pre svoje četrdesete godine.